# Darren Braithwaite
Darren Devere Braithwaite (ur. 20 stycznia 1969 w Londynie) – brytyjski lekkoatleta, specjalizujący się w biegach sprinterskich, uczestnik letnich igrzysk olimpijskich w Atlancie (1996).

## Sukcesy sportowe
- mistrz Anglii juniorów w biegu na 100 metrów (1988)[1]
- halowy mistrz Anglii juniorów w biegu na 100 metrów (1988)[2]
- trzykrotny medalista mistrzostw Anglii w biegu na 100 metrów – złoty (1995), srebrny (1996) oraz brązowy (1990)
- brązowy medalista mistrzostw Anglii w biegu na 200 metrów (1995)[3]
- czterokrotny halowy medalista mistrzostw Anglii w biegu na 60 metrów – złoty (1998), srebrny (1995) oraz dwukrotnie brązowy (1990, 1997)
- dwukrotny halowy srebrny medalista mistrzostw Anglii w biegu na 200 metrów (1994, 1995)[4]

| Rok  | Miasto          | Zawody                      | Konkurencja                      | Wynik                    |
| ---- | --------------- | --------------------------- | -------------------------------- | ------------------------ |
| 1988 | Greater Sudbury | mistrzostwa świata juniorów | sztafeta 4 x 100 m               | brązowy medal            |
| 1990 | Split           | mistrzostwa Europy          | sztafeta 4 x 100 m bieg na 100 m | srebrny medal 6. miejsce |
| 1991 | Tokio           | mistrzostwa świata          | sztafeta 4 x 100 m               | brązowy medal            |
| 1994 | Paryż           | halowe mistrzostwa Europy   | bieg na 200 m                    | 5. miejsce               |
| 1995 | Barcelona       | halowe mistrzostwa świata   | bieg na 60 m                     | srebrny medal            |
| 1997 | Ateny           | mistrzostwa świata          | sztafeta 4 x 100 m               | brązowy medal            |

## Rekordy życiowe
- bieg na 50 metrów (hala) – 5,68 – Madryt 05/02/1997
- bieg na 60 metrów (hala) – 6,51 – Barcelona 10/03/1995
- bieg na 100 metrów – 10,12 – Birmingham 15/07/1995
- bieg na 100 metrów (hala) – 10,40 – Tampere 12/02/1996
- bieg na 150 metrów – 15,24 – Londyn 11/08/1996
- bieg na 200 metrów – 20,47 – Eagle Rock 13/05/1995
- bieg na 200 metrów (hala) – 20,87 – Birmingham 01/01/1995